# Amanti criminali
Amanti criminali (Les amants criminels) è un film del 1999 diretto da François Ozon.
Il film si basa su un poema scritto da Ozon assieme a Marina de Van, a sua volta ispirato dal poema di Arthur Rimbaud Nuit de l'enfer. La pellicola, dai toni gotici, attinge direttamente dalla fiaba di Hänsel e Gretel creando una variante morbosa e voyeuristica.

## Trama
Nella provincia francese, due adolescenti di nome Alice e Luc decidono di uccidere un loro compagno di scuola, la cui unica colpa è aver dimostrato interesse nei confronti di Alice nel modo sbagliato. Spinto dalla ragazza, Luc uccide il compagno di scuola portando il corpo nel bosco per poterlo seppellire. Ma una volta nei boschi, Alice e Luc vengono rapiti da un uomo senza scrupoli, che li sottopone alle più disumane torture fisiche e psicologiche paventando l'intento finale di mangiarseli.

## Riconoscimenti
- 1999 - Sitges - Festival internazionale del cinema della Catalogna
  - Miglior sceneggiatura
  - Candidatura al miglior film

- 1999 - Namur International Festival of French-Speaking Film
  - Candidatura al miglior film

- 1999 - Tokyo International Film Festival
  - Candidatura al Tokyo Grand Prix

- 2000 - Outfest
  - Gran Premio della giuria

- 2000 - Málaga International Week of Fantastic Cinema
  - Miglior attrice a Natacha Régnier